# گسلار
گُسلار (آلمانی: Goslar تلفظ آلمانی: [ˈɡɔslaʁ]) یک شهرک تاریخی در ایالت نیدرزاکسن در آلمان است که ۵۰۰۱۰ نفر جمعیت دارد. این شهرک مرکز ناحیهٔ گسلار است و در شمال غربی رشته‌کوه هارتس قرار دارد. قسمت قدیمی شهرک گسلار و معدن‌های راملسبرگ به دلیل پیشینهٔ هزارساله در تاریخ استخراج سنگ معدن و اهمیت سیاسی آنها برای امپراتوری مقدس روم و اتحادیه هانزا در فهرست میراث جهانی یونسکو ثبت شده‌اند.

## تاریخ
استخراج سنگ آهن در منطقهٔ هارتس از زمان امپراتوری روم رایج بوده‌است. اولین شواهد شناخته‌شده برای استخراج معادن و ذوب به سدهٔ سوم میلادی بازمی‌گردد. اشیای دفن باستانی ساخته‌شده از سنگ معدن هارتس حتی در حفاری در انگلستان نیز کشف شده‌است. سکونت در کنار رودخانهٔ گوزه برای اولین بار در سندی در سال ۹۷۹ و در دورهٔ امپراتور اتوی دوم ذکر شد که طی آن به محلی در دوک‌نشین ساکسونی در سرزمین‌های دودمان اتونی اشاره شد و احتمالاً یک کاخ سلطنتی (Königspfalz) از قبل در این سایت وجود داشته‌است. هنگامی که ذخایر گستردهٔ نقره در نزدیکی معدن‌های راملسبرگ کشف شد اهمیت بیشتری پیدا کرد. این معدن امروزه به موزه تبدیل شده‌است،
هنگامی که نوادهٔ اتو، هاینریش دوم از سال ۱۰۰۹ به بعد شروع به گردهمایی سینود در کاخ گسلار کرد، گسلار به تدریج جایگزین کاخ سلطنتی ورلا به عنوان محل مرکزی اجتماعات در سرزمین‌های ساکسونی شد. تحولی که دوباره توسط امپراتورهای دودمان سالیان پی گرفته شد. هنگامی کنراد دوم به عنوان پادشاه رومن‌ها انتخاب شد، کریسمس سال ۱۰۲۴ را در گسلار جشن گرفت و پایه‌های کاخ امپراتوری گسلار (Kaiserpfalz Goslar) را در سال بعد بنا نهاد.
گسلار اقامتگاه مورد علاقهٔ پسر کنراد، هاینریش سوم شد که حدود بیست بار در قصر اقامت داشت. در اینجا او پادشاه پتر مجارستان و همچنین فرستادگان شاهزاده یاروسلاو خردمند را پذیرفت، و در اینجا اسقف و دوک منصوب کرد. پسر و جانشین او، هاینریش چهارم، در ۱۱ نوامبر ۱۰۵۰ در گسلار به دنیا آمد. هاینریش همچنین کلیسای جامع گسلار را توسط اسقف اعظم هرمان دوم در سال ۱۰۵۱ بنا و تقدیس کرد. اندکی قبل از مرگش در سال ۱۰۵۶، امپراتور هاینریش سوم با ویکتور دوم در کلیسا ملاقات کرد و بر اتحاد قدرت سکولار و کلیسایی تأکید کرد. قلب او در گسلار و پیکرش در سردابهٔ خانوادهٔ سالیان در کلیسای جامع اشپیر به خاک سپرده شد. ساختمان اصلی کلیسای جامع در اوایل قرن ۱۹ تخریب شد، و اکنون از آن فقط ایوان شمالی باقی مانده‌است.
در زمان هاینریش چهارم، گسلار مرکز حکومت امپراتوری باقی ماند. با این حال، درگیری‌ها مانند درگیری‌های خشونت‌آمیز منازعات تقدم در پنطیکاست ۱۰۶۳ تشدید شد. در حالی که هدف هاینریش، کسب ثروت عظیم حاصل از معادن نقرهٔ راملسبرگ بود، نارضایتی اشراف محلی با شورش ساکسون‌ها در سال‌های ۱۰۷۳–۱۰۷۵ تشدید شد. در شورش بعدی ساکسون‌ها در سال‌های ۱۰۷۷–۱۰۸۸، شهروندان گسلار در کنار رودولف راینفلدن، که در سال ۱۰۷۷ مجلس شاهزاده‌ای را در اینجا برگزار کرد، و هرمان سالم، که به عنوان پادشاه در گسلار تاجگذاری کرد قرار گرفتند. در ۲۶ دسامبر ۱۰۸۱ گسلار به شهر آزاد امپراتوری تغییر یافت.
در بهار ۱۱۰۵ هاینریش پنجم املاک ساکسون‌ها در گسلار را گرد هم آورد تا از جانشینی پدرش هاینریش چهارم حمایت کند. او که در سال بعد به عنوان پادشاه انتخاب شد، شش انجمن امپراتوری را در کاخ گسلار در دوران حکومت خود برگزار کرد. این سنت توسط جانشین او لوتار سوم و حتی توسط فرمانروایان اشتاوفر، مانند کنراد سوم و فردریک بارباروسا پذیرفته شد. فردریک پس از انتخابش در سال ۱۱۵۲، دوک دودمان ولف، هاینریش شیر را به عنوان مسئول معادن گسلار منصوب کرد. با این وجود، دوکِ ناراضی، شهر را محاصره کرد و در جلسه‌ای در سال ۱۱۷۳ در کیاونا به نوبهٔ خود به دلیل حمایتش از کمپین‌های بارباروسا ایتالیایی خواستار محاکمهٔ خود شد. هنگامی که هاینریش شیر سرانجام در سال ۱۱۸۰ از مقامش برکنار شد، معادن راملسبرگ را ویران کرد.
اهمیت گسلار به عنوان یک اقامتگاه امپراتوری تحت حکومت خاندان بارباروسا شروع به کاهش کرد. در خلال اختلاف تاج و تخت آلمان اتوی چهارم، پادشاه ولف، در سال ۱۱۹۸ شهر را محاصره کرد، اما مجبور شد تسلیم نیروهای رقیب خود یعنی فیلیپ سوابی هوهنشتافن شود. گسلار بار دیگر توسط سربازان اتو در سال ۱۲۰۶ مورد یورش قرار گرفت و غارت شد. فریدریش دوم آخرین گردهم‌آیی امپراتوری را در این شهر برگزار کرد و با فترت بزرگ پس از مرگش در سال ۱۲۵۰، دوران امپراتوری در گسلار به پایان رسید.
در حالی که امپراتورها از شمال آلمان خارج شدند، آزادی‌های مدنی در گسلار تقویت شد. شهروندان برای کنترل معادن نقرهٔ راملسبرگ تلاش کردند و در سال ۱۲۶۷ به اتحادیه هانزا پیوستند. در کنار معدن‌کاوی در هارتس علیا، تجارت آبجو نیز گسترش یافت. در سال ۱۲۹۰ وضعیت گسلار را به عنوان یک شهر آزاد امپراتوری تأیید شد. در سال ۱۳۴۰، شهروندان آن توسط امپراتور لودویگ چهارم دارای حقوق سپر شوالیه‌گری Heerschild شدند.

### جمعیت‌شناسی تاریخی
بنا بر داده‌های ۳۱ دسامبر ۲۰۲۰، تعداد ۵۰٬۱۸۴ نفر در گسلار (شامل فیننبورگ) زندگی می‌کردند.

آمار جمعیت

| سال  | جمعیت  |
| ---- | ------ |
| ۱۸۲۱ | ۷٬۵۴۷  |
| ۱۸۴۸ | ۹٬۷۴۸  |
| ۱۸۷۱ | ۱۱٬۹۰۰ |
| ۱۸۸۵ | ۱۵٬۹۹۷ |
| ۱۹۰۵ | ۲۳٬۶۴۰ |
| ۱۹۲۵ | ۲۷٬۸۸۱ |

| سال  | جمعیت  |
| ---- | ------ |
| ۱۹۳۳ | ۲۹٬۵۳۸ |
| ۱۹۳۹ | ۳۴٬۳۷۱ |
| ۱۹۴۶ | ۴۷٬۸۵۵ |
| ۱۹۵۰ | ۵۳٬۸۰۴ |
| ۱۹۵۶ | ۵۳٬۲۳۶ |

| سال  | جمعیت  |
| ---- | ------ |
| ۱۹۶۱ | ۵۴٬۱۵۱ |
| ۱۹۶۸ | ۵۳٬۸۱۹ |
| ۱۹۷۰ | ۵۲٬۶۴۹ |
| ۱۹۷۵ | ۵۳٬۹۶۳ |
| ۱۹۸۰ | ۵۲٬۵۵۶ |

| سال  | جمعیت  |
| ---- | ------ |
| ۱۹۸۵ | ۴۹٬۶۳۶ |
| ۱۹۹۰ | ۴۶٬۲۵۱ |
| ۱۹۹۵ | ۴۶٬۱۴۲ |
| ۲۰۰۰ | ۴۴٬۲۷۸ |
| ۲۰۰۵ | ۴۳٬۱۱۹ |
| ۲۰۱۰ | ۴۰٬۹۸۹ |

(شمارش: ۳۱ دسامبر هر سال)

## جغرافیا

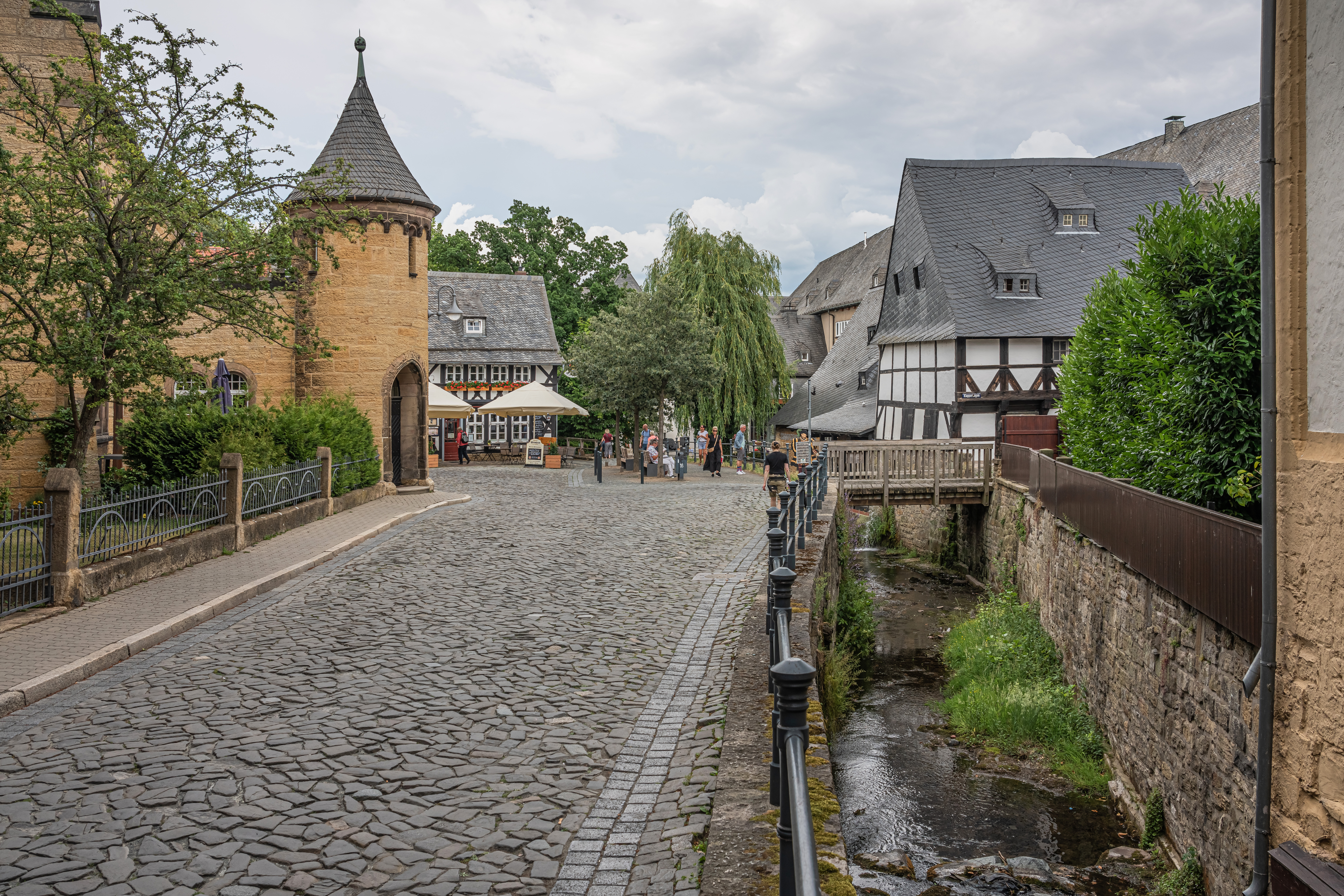
رودخانهٔ آبتسوخت در شهرِ قدیم

گسلار در میانهٔ بخش شمالی آلمان و در فاصلهٔ ۴۰ کیلومتر (۲۵ مایل) جنوب براونشوایگ، و در حدود ۷۰ کیلومتر (۴۳ مایل) جنوب شرقی هانوفر قرار داد. کوه شالکه با ارتفاع ۷۶۲ متر (۲٬۵۰۰ فوت) بلندترین نقطهٔ این شهر، و پست‌ترین نقطه نیز با ارتفاعی ۱۷۵ متر (۵۷۴ فوت) در نزدیکی رودخانهٔ اوکر است. از نظر جغرافیایی، گسلار مرز بین هیلدسهایم بورده که بخشی از دشت آلمان شمالی است، و رشته‌کوه هارتز، که مرتفع‌ترین و شمالی‌ترین امتداد بلندهای مرکزی آلمان است را تشکیل می‌دهد. در شمال شرقی، جنگل هارلی تا رودخانهٔ اوکر امتداد دارد، در شرق، گسلار با ایالت زاکسن-آنهالت آلمان هم‌مرز است.

### شهرداری‌های همسایه
(ساعت‌گرد از شمال): لیبنبورگ، شلادن-ورلا (وولفنبوتل), اویترویک (هارتس، زاکسن-آنهالت), باد هارتسبورگ، کلاوستال-تسلرفلد (اوبرهارتس), و لانگلزهایم.

### ناحیه‌ها
شهرک گلسار در حال حاضر دارای ۱۸ ناحیه است:
| - شهرِ قدیم (بخش بالا و پایین و مرکز شهر) - راملسبرگ همراه با زیمنسفیرتل و روزنبرگ - گئورگنبرگ همراه با کاتنبرگ - اشتاینبرگ - زودمربرگ - یورگنهول همراه با کرامرسوینکل - باسگایگه - اولهوف | گنجانده‌شده در سال ۱۹۷۲: - هاندورف همراه با گراوهوف - هاننکلی همراه با بوکسویزه - یرشتد - اوکر گنجانده‌شده در سال ۲۰۱۴: - ایمنروده - لنگده - لختوم - فیننبورگ همراه با وولتینگروده و ونه‌روده - ودینگن - ویدلا |

### آب‌وهوا
| داده‌های اقلیم گُسلار        | داده‌های اقلیم گُسلار | داده‌های اقلیم گُسلار | داده‌های اقلیم گُسلار | داده‌های اقلیم گُسلار | داده‌های اقلیم گُسلار | داده‌های اقلیم گُسلار | داده‌های اقلیم گُسلار | داده‌های اقلیم گُسلار | داده‌های اقلیم گُسلار | داده‌های اقلیم گُسلار | داده‌های اقلیم گُسلار | داده‌های اقلیم گُسلار | داده‌های اقلیم گُسلار |
| ماه                        | ژانویه              | فوریه               | مارس                | آوریل               | مه                  | ژوئن                | ژوئیه               | اوت                 | سپتامبر             | اکتبر               | نوامبر              | دسامبر              | سال                 |
| -------------------------- | ------------------- | ------------------- | ------------------- | ------------------- | ------------------- | ------------------- | ------------------- | ------------------- | ------------------- | ------------------- | ------------------- | ------------------- | ------------------- |
| میانگین بیش‌ترین °C (°F)    | ۲ (۳۶)              | ۲ (۳۶)              | ۷ (۴۵)              | ۱۰ (۵۰)             | ۱۶ (۶۱)             | ۱۸ (۶۴)             | ۲۱ (۷۰)             | ۲۱ (۷۰)             | ۱۷ (۶۳)             | ۱۳ (۵۵)             | ۷ (۴۵)              | ۴ (۳۹)              | ۱۱٫۵ (۵۳)           |
| میانگین کم‌ترین °C (°F)     | −۲ (۲۸)             | −۳ (۲۷)             | ۱ (۳۴)              | ۳ (۳۷)              | ۷ (۴۵)              | ۱۱ (۵۲)             | ۱۲ (۵۴)             | ۱۲ (۵۴)             | ۱۰ (۵۰)             | ۶ (۴۳)              | ۲ (۳۶)              | ۰ (۳۲)              | ۴٫۹ (۴۱)            |
| منبع: World Weather Online |                     |                     |                     |                     |                     |                     |                     |                     |                     |                     |                     |                     |                     |

## سیاست

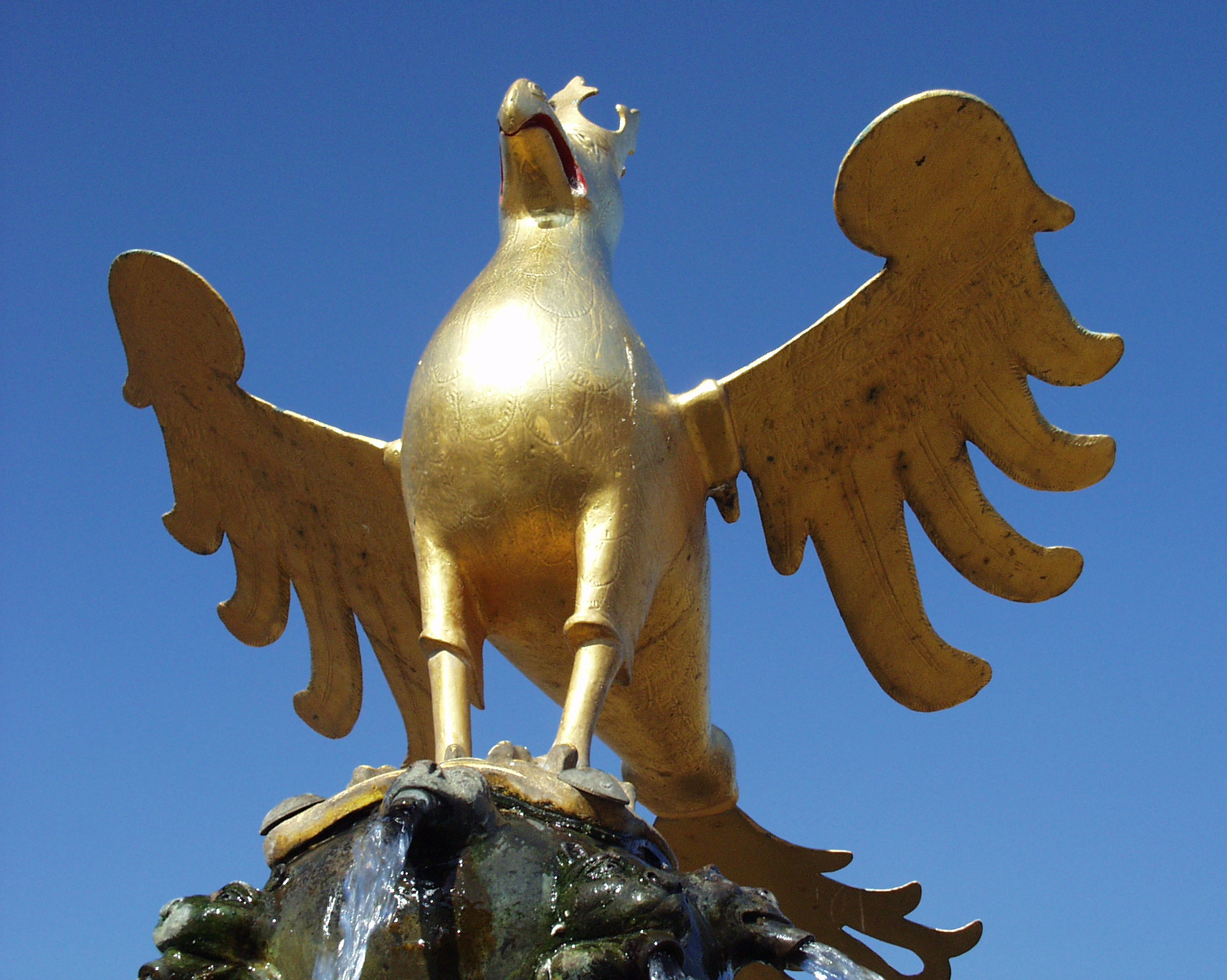
عقاب امپراتوری قرون وسطایی گسلار

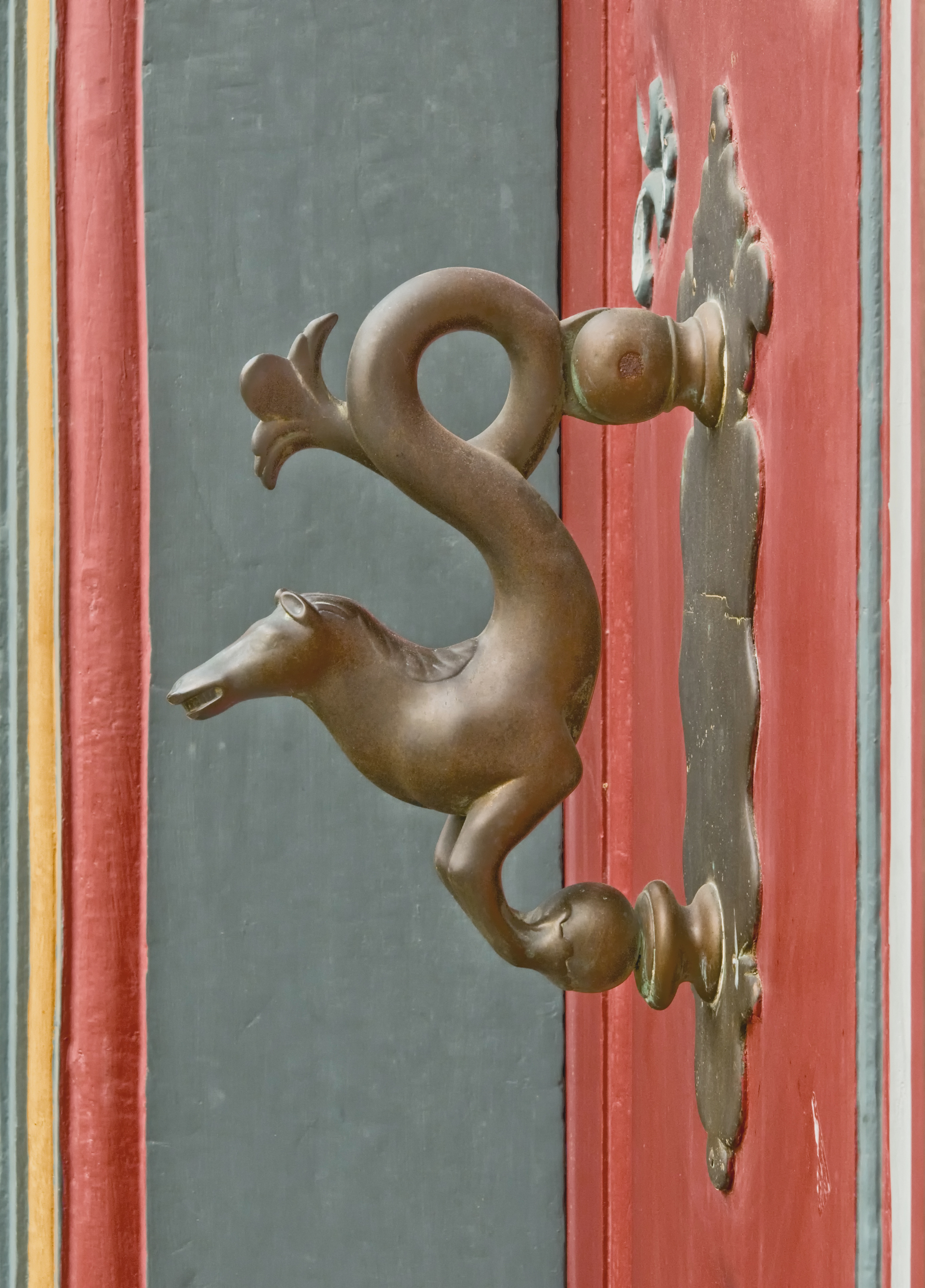
کوبه به نام «اسب براونشوایگ» در جلوی درِ یک خانهٔ نیمه‌چوبی مربوط به سال ۱۷۱۹ در مرکز شهر گسلار.

### شورای شهر
برای قوه مقننه از ۱ نوامبر ۲۰۱۶ تا ۳۱ اکتبر ۲۰۲۱، کرسی‌ها به شرح زیر اختصاص یافت:
- اس‌پی‌دی: ۱۴ کرسی (۳۷٫۵۵٪)
- سی‌دی‌یو: ۱۰ کرسی (۲۶٫۱۰٪)
- آاف‌د: ۳ کرسی (۹٫۲۸٪)
- اف‌دی‌پی: ۳ کرسی (۶٫۹۵٪)
- سبزها: ۳ کرسی (۶٫۷۰٪)
- چپ گسلار: ۲ کرسی (۵٫۳۶٪)
- ب‌گ‌ال: ۲ کرسی (۵٫۰۲٪)
- آاف‌گ: ۱ کرسی (۱٫۶۹٪)

### شهردار
اولیور یونک از سپتامبر ۲۰۱۱ تا اکتبر ۲۰۲۱ شهردار بود. از نوامبر ۲۰۲۱ اورته شوردتنر (SPD) شهردار گسلار است.

### اعضای پارلمان
- پارلمان اروپا: (حوزهٔ انتخابیه: نیدرزاکسن جنوبی)، گودلیو کوئیستاد روول (CDU)، اریکا مان (SPD)
- بوندستاگ: (حوزهٔ انتخابیهٔ ۵۲: گسلار، نورتهایم، اوستروده)، اول: ویلهلم پریزمیر (SPD)، فهرست: هانس گئورگ فاوست (CDU)
- مجلس ایالتی نیدرزاکسن: (حوزهٔ انتخاباتی ۱۶: گوسلار)، اول: پترا امریش-کوپاتش (SPD)، فهرست: دوروتی پروسنر (CDU)

## شهرهای خواهرخوانده
گسلار با شهرهای زیر پیوند خواهرخواندگی دارد:
- آرکاشون، فرانسه (۱۹۶۵)
- بروون، جمهوری چک (۱۹۸۹)
- بژگ، لهستان (۲۰۰۰)
- فورس، ماری، اسکاتلند (۱۹۸۴)
- رعانانا، اسرائیل (۲۰۰۶)
- وینزر، انگلستان (۱۹۶۹)